# Asplenium chasmophilum
Asplenium chasmophilum är en svartbräkenväxtart som beskrevs av Van den Heede och Viane. Asplenium chasmophilum ingår i släktet Asplenium och familjen Aspleniaceae. Inga underarter finns listade.